# Anton Diffring

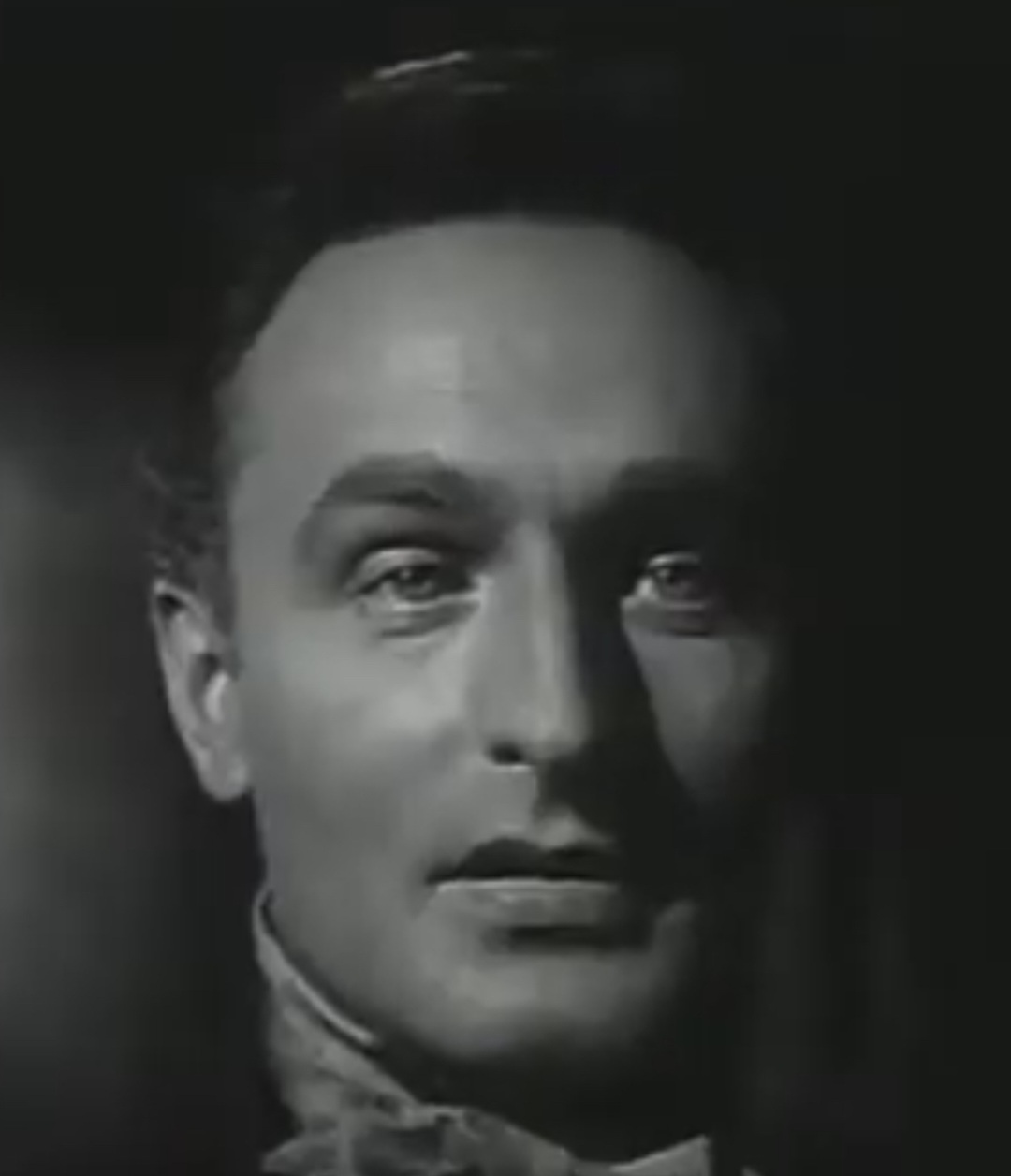
In der Rolle des Barons im Film Tales of Frankenstein (1958)

Anton Diffring (auch Anthony Diffring; * 20. Oktober 1916 in Koblenz; † 19. Mai 1989 in Châteauneuf-Grasse, Frankreich) war ein deutscher Schauspieler österreichisch-belgischer Herkunft im Theater, Film und Fernsehen.

## Leben
Diffring studierte Schauspiel in Wien und Berlin. Er hoffte auf eine Karriere in Hollywood, wurde jedoch auf dem Weg dorthin im September 1939 beim Ausbruch des Zweiten Weltkrieges in Kanada als feindlicher Ausländer interniert. So gab er im dortigen Lagertheater seine ersten Bühnenauftritte und erhielt wenig später ungenannt seine ersten kleinen Filmrollen.
Nach Kriegsende debütierte er am Royal Alexandra Theater in Toronto als Clarence in Richard III. Am Barbizon Plaza Theatre in New York spielte er neben Albert Bassermann und Grete Mosheim. Ein Umzug nach Hollywood brachte keinen beruflichen Erfolg. Ab 1949 spielte er in britischen Filmen mit, 1951 ließ er sich in London nieder.
Diffring fand schnell Beschäftigung in Kriegsfilmen und wurde einer der deutschen Schauspieler, die auch in internationalen Produktionen erfolgreich waren, wobei er meist in wichtigen Nebenrollen, oftmals als Wehrmachtsoffizier oder bedrohliche Figur zu sehen war.
1973 wählte er München als Wohnsitz und wirkte jetzt auch in deutschen Produktionen mit, oft wiederum als Bösewicht. Im Fernsehen war Diffring in Serien zu sehen, so in Le Mutant (Frankreich, 1978) oder Flambards (Großbritannien, 1979). Er übernahm auch Gastrollen in Der Kommissar, Graf Yoster gibt sich die Ehre, Derrick und Der Alte. Seine letzte Rolle als verehrter Ballettmeister in Anna – Der Film war in Anbetracht seines sonstigen Repertoires eher ungewöhnlich.
Diffring starb 1989 an Krebs und wurde auf dem St. Andrew Churchyard im englischen White Colne/Essex begraben.
Er war der Bruder der Künstlerin Jacqueline Diffring (1920–2020).

## Filmografie (Auswahl)
- 1951: Hotel Sahara
- 1953: Es begann in Moskau (Never Let Me Go)
- 1953: Die blonde Spionin (Park Paza 605)
- 1954: Verraten (Betrayed)
- 1954: Im Schatten der Zitadelle (The Colditz Story)
- 1955: I Am a Camera
- 1956: In den Krallen der Gangster (House of Secrets)
- 1957: Handlanger des Teufels (Mark of the Phoenix)
- 1959: Den Tod überlistet (The Man Who Could Cheat Death)
- 1960: Der rote Schatten (Circus of Horrors)
- 1963: Küsse für den Mörder (Ricochet)
- 1964: Vorsicht Mister Dodd
- 1964: Lana – Königin der Amazonen
- 1965: Kennwort „Schweres Wasser“ (The Heroes of Telemark)
- 1965: Geheimaktion Crossbow (Operation Crossbow)
- 1965: Schüsse im 3/4 Takt
- 1965: Geld Geld Geld – Zwei Milliarden gegen die Bank von England (TV)
- 1966: Der doppelte Mann (The Double Man)
- 1966: Der blaue Max (The Blue Max)
- 1966: Fahrenheit 451 (Fahrenheit 451)
- 1968: Agenten sterben einsam (Where Eagles Dare)
- 1969: Antreten zum Verrecken (Uccidete Rommel!)
- 1969: Michael Kohlhaas – der Rebell
- 1970: Der Kommissar – Tödlicher Irrtum (TV-Serie)
- 1970: Ti Lung – Der tödliche Schatten des Mr. Shatter (Call Him Mr. Shatter)
- 1971: Zeppelin (Zeppelin)
- 1972: Der Stoff aus dem die Träume sind
- 1972: Die fünfte Offensive – Kesselschlacht an der Sutjeska (Sutjeska)
- 1972: The Day the Clown Cried
- 1973: Hexen – geschändet und zu Tode gequält
- 1973: Sie nannten sie kleine Mutter (Little Mother)
- 1973: Tödlicher Hass (Tony Arzenta - Big Guns)
- 1973: Tatort – Tote Taube in der Beethovenstraße (TV-Reihe)
- 1973: Sieben Tote in den Augen der Katze (La morte negli occhi del gatto)
- 1974: Thriller: Kiss me and Die (13. Folge der TV-Reihe, keine dt. Synchro)
- 1974: Die Antwort kennt nur der Wind
- 1974: Borsalino & Co. (Borsalino and Co.)
- 1974: Mondblut (The Beast Must Die)
- 1974: Motiv Liebe: Adieu Claude
- 1974: Graf Yoster gibt sich die Ehre – Briefe aus dem Dunkel (TV-Serie)
- 1974: Die Überquerung des Niagara-Falls (TV)
- 1975: Potato Fritz
- 1975: Das Sonderkommando (Operation: Daybreak)
- 1976: Liebesbriefe einer portugiesischen Nonne
- 1976: Per Saldo Mord
- 1977: Vanessa
- 1977: Der Ankläger (L’Imprécateur)
- 1977: Die Indianer sind noch fern (Les Indiens sont encore loin)
- 1977: Waldrausch
- 1978: Das Einhorn
- 1978: Son of Hitler
- 1978: Plutonium
- 1979: Flambards (5 Folgen) (TV-Serie)
- 1980: Der Alte – Morddrohung (TV-Serie)
- 1981: Derrick – Am Abgrund (TV-Serie)
- 1981: Flucht oder Sieg (Escape to Victory)
- 1982: S.A.S. Malko – Im Auftrag des Pentagon (S.A.S. à San Salvador)
- 1983: Der Feuersturm (5 Folgen) (TV-Serie)
- 1983: Der Schnüffler
- 1984: Weltuntergang
- 1984: Der Besuch (TV)
- 1985: Marie Ward – Zwischen Galgen und Glorie
- 1985: Operation Dead End
- 1986: Der Sommer des Samurai
- 1986: Wahnfried
- 1987: Derrick – Nachtstreife (TV-Serie)
- 1988: Faceless (Les prédateurs de la nuit)
- 1988: Doctor Who (3 Folgen) (TV-Serie)
- 1988: Anna – Der Film